# クリス・マッコームス
クリス・マッコームス（Christopher Brian McCombs、1980年8月25日 - ）は、オハイオ州生まれ、ラスベガス出身の俳優、モデル、タレント。

## 概要
マッコームスは、日本のオンデマンド・シリーズThe Benzaと、そのスピンオフ・シリーズであるBenza English（Amazonプライム・ビデオ）のクリエイター、主演、脚本家、プロデューサー。また、NetflixのオリジナルシリーズFollowersのマイケル役 や、実写版「Fairy Tail」のホットアイなどの舞台役でも知られている。 日本語が堪能で、英語と日本語両方の演技でいくつかの賞を受賞している。

## 人物
モデル・俳優になった理由は英才教育の先生に勧められたため。その先生のおかげで、15歳で初めてオーディションを受け合格。俳優として劇団へ三年契約で入団。モデルとして最初の撮影は16歳の時、カメラマンにスカウトされ決定した。それ以降モデル業に強い興味を抱く。21歳から23歳の間はクルーズで歌手として、24歳からラスベガス、ロスアンジェルス、シカゴ、クリーブランドで主にモデルとして活動。その後28歳で来日。
現在は株式会社フリー・ウエイブ専属。

## 来歴
2009年東京の日本語専門学校で３ヶ月の語学留学の為来日。フリーウェーブに所属。
すぐにテレビ番組のレギュラーが決まり、5時に夢中!（東京MXTV）しごとの基礎英語（NHKEテレビ）おもてなしの基礎英語（NHKEテレビ）こだわりナビ（テレビ朝日）BENTO EXPO（NHK１）等に出演。
2.5次元ミュージカル舞台FAIRY TAILでは初めての外国人キャストとしてホットアイ役を務める。
１６歳から続けているモデル活動も並行しており、日本の雑誌ローリングストーンジャパン、GQ、ELLE等にも出演。
トミーヒルフィガー、ジャックローズ、ヒューストン等のブランドモデルもこなす。
また、Galneryus、ONE OK ROCK、安室奈美恵などのアーティストのPVにも出演。
俳優だけではなく声優やナレーター、歌手としても活動しており、サンスターのCMや、ドラマCDへ出演.。また、声優としてビルボードチャートにもランクイン。
カイル・カードと一緒に歌ったThe BenzaのテーマソングThe Turtlesのカバー曲Happy TogetherがオーストリアのITunesで１位を獲得。
2020年は、The BenzaシリーズのスピンオフドラマBenza Englishや、新しく決まったレギュラー番組
ZIP!（日本テレビ）そして、継続しているこだわりナビ（テレビ朝日）BENTO EXPO（NHK１）に出演中。

### Tokyo Cowboys活動
日本を含む様々な国のパフォーマーやクリエイターたちが、一緒に作品作りができる場を設けたいという思いから2015年にTokyo Cowboysを立ち上げる。
代表でありながらも、俳優、脚本家、プロデューサー等、自身もプレイヤーとして活動。
俳優としてだけではなく、プロデューサーとしても国内外の映画祭やドラマ賞で様々な賞を受賞している。
処女作は短編映画”ビル & ベティ”その後、長編映画やドラマシリーズThe BenzaやBenza Englishを生み出している。

## 出演

### テレビ番組

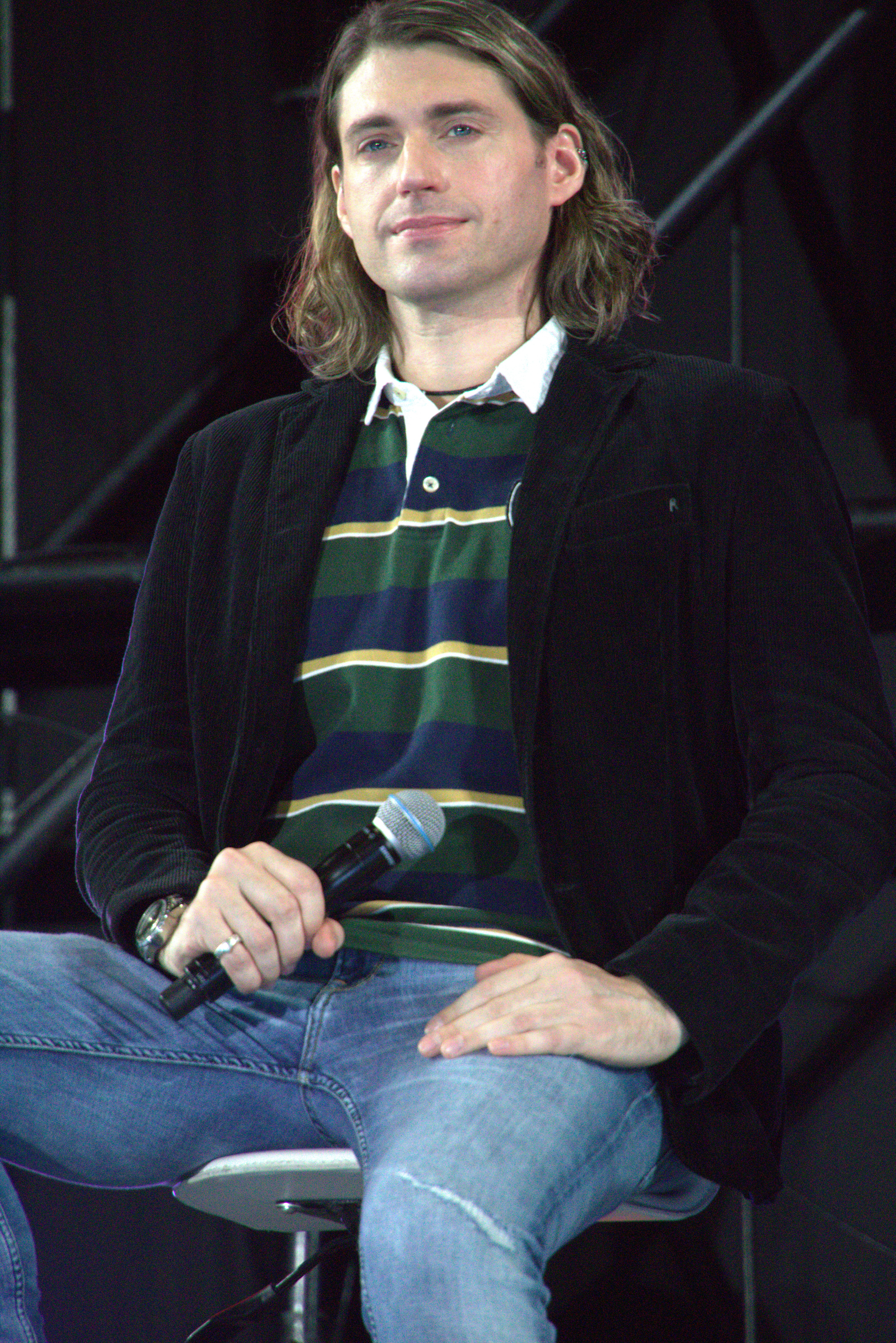
2022年、東京コミコンでのクリス・マッコームス

- ダーリンは外国人 （TBSテレビ、2010年2月2日）
- リンカーン （TBSテレビ、2010年8月10日）
- 世にも奇妙な物語 （フジテレビ、2010年10月4日）
- 桜蘭高校ホスト部 （TBSテレビ、2011年8月12日）
- 5時に夢中!（TOKYO MX、2012年4月〜2013年3月、毎週水曜日レギュラー） - 黒船特派員
- 終電バイバイ （TBSテレビ、2013年1月）
- 日本行ってみたらホントはこんなトコだった！？ （フジテレビ、2013年12月）
- 世界の日本人妻は見た!（TBSテレビ、2014年4月）
- エイエイGo（NHK教育テレビジョン、2015年4月〜レギュラー）
- わたしのウチには、なんにもない。（NHK BSプレミアム、2016年）
- J-Trip Plan（NHK WORLD、2016年、2018年）
- こだわりナビ　（テレビ朝日、2017年3月〜レギュラー）
- しごとの基礎英語　（NHK教育テレビジョン、2017年10月〜レギュラー）
- おもてなしの基礎英語　（NHK教育テレビジョン、2018年5月〜レギュラー）
- The Benza　（Amazonプライムビデオ、2019年4月〜）
- BENTO EXPO (NHK総合テレビジョン 2019年4月～レギュラー）
- ZIP! 星星のベラベラENGLISH (日本テレビ 2020年2月～レギュラー）
- Followers (Netflix) 2020年2月27日～　マイケル役
- おもてなし 即レス英会話 (NHK教育テレビジョン 2020年)
- Benza English (Amazonプライムビデオ 2020年4月配信）
- 大西泰斗の英会話☆定番レシピ（NHK教育テレビジョン)、2021年9月～レギュラー[19]
- 英会話フィーリングリッシュ（NHK教育テレビジョン), 2023年4月～ ポール役[20]
- ゲッティング・ダーティ・イン・ジャパン　(Amazonプライムビデオ 2023年4月配信）[21]

### 映画
- RIVER（2012年）
- カサブランカの探偵ー（2013年、若手映画作家育成プロジェクト） - Alfred
- MIRACLE デビクロくんの恋と魔法（2014年） - カルロ
- Nopperabou（2015年） - ブライアン
- 母と暮せば（2015年）
- Till Death（2016年）
- Homeland（2016年）
- 「グッバイ・アリサカ」（2016年）
- Jikininki（2016年） - Terry
- The Actor and the Model（2016年） - Model
- The Wheel（2017年） - Father
- The Benza（2018年） - クリス
- 万置き姉弟（2019年） - タイガー
- Aichaku（2023年） - Lucas

### 舞台
- Benesse 『Hello Friends』（2015年-2016年）
- 『FAIRY TAIL』ホットアイ役 （2016年）

### CM
- CRギンギラパラダイス2 （2010年）
- ボルテージ - 乙女ゲーム・「ベツカレ」（2011年）
- イケア （2011年）
- ドミノ・ピザ （2011年）
- ハーバルエッセンス ウェブ PV　（2011年）
- マツダスカイアクティブ・テクノロジー（2012年）
- ハーバルエッセンス ウェブ PV　（2012年）
- DJ KAORIParty Mix 3　（2013年）
- レイルー（ナレーション）　PV　（2013年）
- カシオ計算機 ブランドコンセプト PV　（2014年）
- ドミノ・ピザ （2017年）
- ドミノ・ピザ （2017年）
- 東京メトロポリタンテレビジョン （2018年）

### PV
- RHYMESTER「Walk This Way」PV（2010年）
- ViViD「Across The Border」PV（2010年）
- FTISLAND「Brand-new days」PV（2010年）
- AISHA「I Wanna Rock you」PV（2011年）
- Kylee「NEVER GIVE UP!」 PV（2011年）
- Sonar Pocket live オープニング PV（2011年）
- lecca「ファミリア！」 PV（2011年）
- DJ MAKIDAI from EXILE Treasure MIX 3「DJ MAKIDAI feat. Happiness / Really Into You」PV（2011年）
- ユニコーン「ぶたぶた」PV（2011年）
- ONE OK ROCK「NO SCARED」 PV（2011年）
- Crystal Kay「デリシャスな金曜日」PV（2012年）
- 安室奈美恵「Hot Girls」PV（2012年）
- 宏実「ラッキー☆ガール 〜恋のLA・LA・LA〜」PV（2013年）
- 三代目 J Soul Brothers from EXILE TRIBE「C.O.S.M.O.S. 〜秋桜〜」PV（2014年）
- JESSE and The BONEZ「To a Person That May Save Someone」PV（2016年）
- Edge of Blacksmiths 「Remnant of the War」PV（2017年）[22]
- GALNERYUS「Ultimate Sacrifice」PV（2017年）
- ザ・リーサルウェポンズ「ホッピーでハッピー」PV（2019年）

### 声優
- 主婦の友社　Littleland　CD　（2014年）
- 英会話教師 前園くんと後田くん!!　（2014年4月18日発売）[23]

### テレビゲーム
- The Benza RPG　クリス役（2021年）

## 受賞歴
| Year | Award                                  | Category                                  | Role                            | Result | Ref.   |
| ---- | -------------------------------------- | ----------------------------------------- | ------------------------------- | ------ | ------ |
| 2017 | Seoul Webfest                          | 助演男優賞                                | Rain - Till Death               | 受賞   | [ 24 ] |
| 2017 | Seoul Webfest                          | ベストキャスト賞                          | Rain – Till Death               | 受賞   | [ 24 ] |
| 2017 | FFIFA                                  | 主演男優賞                                | Model – The Actor and the Model | 受賞   | [ 25 ] |
| 2017 | FFIFA                                  | Jury Award Best Screenplay                | The Actor and the Model         | 受賞   | [ 26 ] |
| 2018 | Seoul Webfest                          | ライジングスター賞                        | Chris – The Benza               | 受賞   |        |
| 2019 | Festigious International Film Festival | ベストキャスト賞                          | Chris – The Benza               | 受賞   | [ 27 ] |
| 2019 | Festigious International Film Festival | ベストオリジナルソング賞 "Running Around" | Self – The Benza Soundtrack     | 受賞   |        |
| 2019 | Seoul Webfest                          | 主演男優賞                                | Chris – The Benza               | 受賞   | [ 29 ] |
| 2019 | New Jersey Web Fest                    | ベストデュオ賞                            | Chris – The Benza               | 受賞   | [ 30 ] |